# نورمان تايلور
نورمان تايلور هو مجدف كندي، ولد في 15 أبريل 1899 في York, Ontario ‏ في كندا، وتوفي في 14 ديسمبر 1980 في جيلف في كندا.

## وصلات خارجية
- نورمان تايلور على موقع الاتحاد الدولي للتجديف (الإنجليزية)
- نورمان تايلور على موقع اللجنة الأولمبية الدولية (الإنجليزية)
- نورمان تايلور على موقع أوليمبيديا (الإنجليزية)